# Trirhacus biokovensis
Trirhacus biokovensis är en insektsart som beskrevs av Dlabola 1971. Trirhacus biokovensis ingår i släktet Trirhacus och familjen kilstritar.
Artens utbredningsområde är Kroatien. Inga underarter finns listade i Catalogue of Life.